# Wild Geraas (album)
Wild Geraas is een muziekalbum van Jochem van Gelder met Sinterklaasliedjes. 
Het album werd uitgebracht in 2001 en in 2003 verscheen er ook een opvolger, genaamd Wild Geraas 2. 
Aan Wild Geraas werkte ook Kids Groep "Kom Maar Op" en Kids Groep "Color Girls" mee. Tevens was ook Bram van der Vlugt die toentertijd Sinterklaas speelde te horen. De productie is in handen van Marcel Schimscheimer.

## Tracklist
| Nr. | Titel                         | Schrijver(s)                                | Duur |
| --- | ----------------------------- | ------------------------------------------- | ---- |
| 1.  | Mega Grandioos                | Jochem van Gelder/Edwin Schimscheimer       | 3:41 |
| 2.  | Hiep Hoera                    | Alain Vande Putte/Miguel Wiels/Peter Gillis | 3:27 |
| 3.  | We Willen                     | Jochem van Gelder/Toots and The Maytals     | 4:50 |
| 4.  | Zwarte Piet                   | Peter Gillis                                | 2:50 |
| 5.  | Lessen Voor De Nieuwe Sint    | Peter Heerschop/Erik van der Hoff           | 3:01 |
| 6.  | Zie Ginds Komt De Stoomboot   | Erik van der Hoff                           | 2:16 |
| 7.  | Doe Je Mee?                   | Alain Vande Putte/Miguel Wiels/Peter Gillis | 3:32 |
| 8.  | Blues For Sinterklaas         | Daniël Lohues                               | 2:39 |
| 9.  | De Samba Van De Sint          | Alain Vande Putte/Miguel Wiels/Peter Gillis | 3:21 |
| 10. | Later Als Ik Groot Ben        | Koos Meinderts/Joop Stokkermans             | 3:16 |
| 11. | Sinterklaas Wie Kent Hem Niet | Henk Temming/Henk Westbroek                 | 3:16 |
| 12. | Hoort Wie Klopt Daar Kinderen | Erik van der Hoff                           | 3:26 |
| 13. | Dag De Balle Doeg En Hoi      | Berry Holtslag/Marcel Schimscheimer         | 4:02 |

Bijzetting Kids Groep "Kom Maar Op"
- Babs Woudenberg
- Jurre Geluk
- Jeff Lagerweij
- Iris Karelse
- Domiek van Essen
- Kelly Huijbers
- Rachelle Pouwer
- Mheralynn van de Pavert

Bijzetting Kids Groep "Color Girls"
- Jessie Schimscheimer
- Jamie Schimscheimer
- Joya Blauw